# Röhrenspeicher
Röhrenspeicher sind mittelgroße Erdgasspeicher für den Ausgleich von Bedarfsschwankungen: Sie werden vor allem zum Abdecken von täglichen Abnahmespitzen verwendet, da sie über hohe Aus- und Einspeiseleistungen verfügen. Aufgrund ihres eher geringen Volumens (im Normalfall weniger als eine Million Kubikmeter) sind sie für den Ausgleich von saisonalen Schwankungen nur bedingt geeignet.
Erdgas-Röhrenspeicher zählen zu den Obertagesspeichern, obwohl sie sich in rund zwei Meter Tiefe befinden. Sie bestehen aus Stahl- oder Eisenröhren mit bis zu 1,6 m Durchmesser, die parallel-mäanderförmig verlegt und mit Drücken von 50 bis 100 bar betrieben werden. Oft werden sie auf dem Gelände von Industrieanlagen errichtet.
Röhrenspeicher sind eine Möglichkeit für Großspeicher in Ländern, wo sich – wie in der Schweiz – keine geologischen Strukturen finden, die  für tiefe Untergrundspeicher geeignet sind. Gegenüber diesen sind sie zwar aufwendiger, haben aber den Vorteil, dass das Gas rascher verfügbar ist und weniger Verluste auftreten.

## Temperaturschwankungen und Korrosionsschutz
Die Verlegung unter der Erde mindert große Temperaturschwankungen (Tag/Nacht), die in der (feuchten) Umgebung zu starkem Kondenswasser-Niederschlag auf der Eisenoberfläche der Rohraußenseite führen. Solche Temperaturunterschiede im Speicher können auch durch Druckänderungen des Gases entstehen – insbesondere
- beim Befüllen (Komprimierung = Erwärmung) des Speichers oder
- beim Entleeren (Entspannung = Abkühlung).

Da nasses Eisen rostet und auch Lackierung nicht dauerhaft schützt, werden die Rohre außen „kathodisch“ vor Korrosion geschützt. Dabei wird eine „Opferanode“ neben den Röhren eingegraben und mit dem Pluspol einer Gleichspannung verbunden, der Minuspol hingegen mit den Röhren verbunden. Die Korrosion wird dadurch auf die Anode umgelenkt.
Der die Speicherrohre umgebende Boden dient dazu, die Wärme aufzunehmen, die durch Komprimieren des Gases beim Laden des Speichers entsteht. Durch diese Pufferung des Temperaturanstiegs im Speicher wird Pumpenergie eingespart. Umgekehrt sinkt bei Entnahme von Gas aus dem Speicher die Temperatur des Inhalts, dann des Rohrs, und es geht Wärme vom Boden auf den Speicher über.

## Wirtschaftliche Funktion
Die wichtigste Funktion von Erdgas-Röhrenspeichern ist heutzutage die Spitzenkappung („peak shaving“). Haushalte verbrauchen in der Früh und am Abend mehr Gas als tagsüber oder in der Nacht, und an kalten Tagen kommt es zu besonders hohen Verbrauchsspitzen. Da das Gas von den Produktionsfeldern aber in einem relativ konstanten Strom angeliefert wird, braucht es entsprechende Vorhalteeinrichtungen, um auf diese Bedarfsschwankungen zu reagieren und um Spitzengas zur Verfügung stellen zu können.
Schwankungen in der Nachfrage können grundsätzlich mit unterschiedlichen Gasspeichern ausgeglichen werden. Für Tagesschwankungen eignen sich kleine, flexible Behälter wie Röhrenspeicher gut. Speicherdienstleister sind durch den Einsatz von Röhrenspeichern in der Lage, Stadtwerken und Kraftwerken zu einem vergleichmäßigten Gasbezug zu verhelfen und damit ihre Gasbezugskosten zu senken:

„Die Überschüsse an Bezugsleistung aus dem Vollversorgungsvertrag des Kunden werden in den lastschwachen Nacht- und Mittagsstunden zur Wiederbefüllung des Speichers  genutzt. Die Lastspitzen am Morgen und am Abend danach werden durch Gas aus dem Speicher gekappt. Durch diesen Ausgleich innerhalb eines Tages kann ein oberirdischer Speicher trotz seiner geringen Aufnahmekapazität eine Leistung erbringen, die der eines sehr viel größeren Untertagespeichers adäquat ist.“

## Beispiele

### Österreich
Die Wiener Erdgasspeicher GmbH hat 2011 in Wien-Leopoldau einen Erdgas-Röhrenspeicher mit einem geometrischen Speichervolumen von ca. 15.000 m³ in Betrieb genommen. Der Speicher wird derzeit mit einem maximalen Druck von ca. 45 bar betrieben, der Ausgangsdruck (Stützdruck) beträgt ca. 4 bar. Damit können ca. 675.000 m³ Gas gespeichert und davon maximal ca. 600.000 m³ ausgespeichert werden. Die Entnahmeleistung beträgt bis zu 100.000 m³/h.